# Danh sách công ty Afghanistan
Đây là danh sách không đầy đủ về các công ty của Afghanistan

## Hãng hàng không
- Ariana Afghan - Hãng hàng không quốc gia
- Balkh Airlines
- Kam Air
- Khyber Afghan Airlines
- Marcopolo Airways
- Pamir Airways

## Ngân hàng
- Afghanistan International Bank
- Azizi Bank

## Truyền thông/Giải trí
- Moby Capital Partners
- Spinzar

## Viễn thông/Điện thoại
- Afghan Wireless
- Roshan

## Xây dựng
- Venco Corp.